# Afrolicania elaeosperma
Afrolicania elaeosperma är en tvåhjärtbladig växtart som beskrevs av Gottfried Wilhelm Johannes Mildbraed. Afrolicania elaeosperma ingår i släktet Afrolicania och familjen Chrysobalanaceae. Inga underarter finns listade i Catalogue of Life.